# Survivor Series (2011)
Survivor Series (2011) — двадцать пятое в истории PPV-шоу Survivor Series, производства американского рестлинг-промоушна WWE. Шоу прошло 20 ноября 2011 года на арене Медисон-сквер-гарден в Нью-Йорке, США.
Первоначально планировалось, что Survivor Series 2009 года станет последним шоу в линейке. Об этом 11 февраля 2010 года заявил глава правления WWE Винс МакМэхон. Однако, в июне 2010 года WWE начало продавать билеты на шоу Survivor Series. То же самое повторилось через год, но было принято решение провести ППВ в 2011 году.

## Поединки
| dark                              | Сантино Марелла победил Джиндера Махала | Одиночный поединок                                           | N/A   |
| 1                                 | Дольф Зигглер (с) победил Джона Моррисона | Одиночный поединок за титул чемпиона США                     | 10:44 |
| 2                                 | Бет Феникс (с) победила Ив Торрес | Одиночный поединок с "лесорубами" за титул чемпионки Див WWE | 04:35 |
| 3                                 | Команда Барретта (Уэйд Барретт, Дольф Зигглер, Коди Роудс, Унико и Джек Сваггер) победила Команду Ортона (Рэнди Ортон, Шеймус, Син Кара, Кофи Кингстон и Мэйсон Райан) | Традиционный командный поединок 5 на 5 на выживание          | 22:10 |
| 4                                 | Биг Шоу победил Марка Генри (c) по дисквалификации | Одиночный поединок за титул чемпиона мира в тяжелом весе     | 13:04 |
| 5                                 | СМ Панк победил Альберто Дель Рио (c) | Одиночный поединок за титул чемпиона WWE                     | 17:17 |
| 6                                 | Скала и Джон Сина победили Миза и R-Truth | Командный поединок                                           | 21:35 |
| (c) — Чемпион на момент поединка. | |                                                              |       |

### Выбывания в поединке на выживание
| Выбывание    | Рестлер                                      | Команда                                      | Кем был выбит                                | Приём                                        | Время                                        |
| ------------ | -------------------------------------------- | -------------------------------------------- | -------------------------------------------- | -------------------------------------------- | -------------------------------------------- |
| 1            | Дольф Зигглер                                | Команда Барретта                             | Рэнди Ортон                                  | RKO                                          | 1:33                                         |
| 2            | Син Кара                                     | Команда Ортона                               | N/A                                          | Травма                                       | 3:44                                         |
| 3            | Мэйсон Райан                                 | Команда Ортона                               | Коди Роудс                                   | Cross Rhodes                                 | 8:52                                         |
| 4            | Кофи Кингстон                                | Команда Ортона                               | Уэйд Барретт                                 | Wasteland                                    | 14:06                                        |
| 5            | Шеймус                                       | Команда Ортона                               | N/A                                          | DQ                                           | 18:30                                        |
| 6            | Джек Сваггер                                 | Команда Барретта                             | Рэнди Ортон                                  | Brogue Kick от Шеймуса                       | 19:33                                        |
| 7            | Унико                                        | Команда Барретта                             | Рэнди Ортон                                  | RKO в полете                                 | 21:38                                        |
| 8            | Рэнди Ортон                                  | Команда Ортона                               | Уэйд Барретт                                 | Wasteland                                    | 22:10                                        |
| Выживший(е): | Уэйд Барретт и Коди Роудс (Команда Барретта) | Уэйд Барретт и Коди Роудс (Команда Барретта) | Уэйд Барретт и Коди Роудс (Команда Барретта) | Уэйд Барретт и Коди Роудс (Команда Барретта) | Уэйд Барретт и Коди Роудс (Команда Барретта) |